# Самардак Володимир Олексійович
Володимир Олексійович Самардак (7 грудня 1952) — Заслужений тренер України, майстер спорту СРСР з важкої атлетики, суддя міжнародної категорії, старший тренер збірної команди Луганської області з важкої атлетики.

## Біографія
Народився 7 грудня 1952 року. У 1970 р. — слюсар шахти «Червоний партизан», Свердловський район Луганської області. У 1971—1979 рр. навчався в Луганському педагогічному інституті на спеціальності "Вчитель фізики та математики". З 1974 по 1976 роки проходив служубу в лавах армії. З 1979 по 1980 роки працював вчителем фізики та математики Новолимарівської восьмирічної школи Біловодського району Луганської області. У 1980—1985 рр. — директор Зеликівської восьмирічної школи Біловодського району Луганської області, у 1985—1988 рр. — директор Біловодської середньої школи № 1. З 1988 по 2002 роки — вчитель фізики та математики у цій же школі. 
З 1992 до 2002 року Володимир Самардак працював за сумісництвом тренером з важкої атлетики СДЮШОР облради «Колос», а з 2002 року повністю перейшов на тренерську роботу в СДЮШОР «Колос».
З 2000 року Володимир Самардак чотири скликання був депутатом Біловодської районної ради .

## Вихованці
Виховав 20 майстрів спорту та 5 майстрів спорту міжнародного класу - багаторазових призерів Чемпіонатів Світу, Європи, України та Луганської області. Серед них Олег Чумак; Юлія Деркач; Катерина Дрюмова; Яна Дяченко; Леонтій Мірошник; Денис Карпенко; Дар'я Шишанова; Олександр Стрига та ін. 

## Відзнаки
- Указом Президента України від 24 серпня 2012 року № 500/2012 присвоєно почесне звання «Заслужений працівник фізичної культури і спорту України».
- Почесний громадянин Біловодщини (рішення одинадцятої сесії Біловодської районної ради Луганської області № 11/1 від 23.03.2012 року).